# Свенссон, Рагнар
Рагнар Свенссон (род. 22 июня 1934, Усбю, Кристианстад) — шведский борец классического стиля тяжёлой весовой категории, неоднократный победитель и призёр чемпионатов северных стран, призёр чемпионатов Европы и мира, участник летних Олимпийских игр 1960, 1964 и 1968 годов. В 1963 году стал серебряным призёром чемпионата мира в Хельсингборге. В 1968 году стал бронзовым призёром чемпионата Европы в Вестеросе. В 1960 году на Олимпиаде в Риме занял 8-е место. В 1964 году на Олимпийских играх в Токио стал пятым, а в 1968 году в Мехико — четвёртым.